# Eragrostis blepharostachya
Eragrostis blepharostachya är en gräsart som beskrevs av Karl Moritz Schumann. Eragrostis blepharostachya ingår i släktet kärleksgrässläktet, och familjen gräs. Inga underarter finns listade i Catalogue of Life.